# Светско првенство у скоковима у воду 2017 — торањ 10 м за жене
Такмичење у скоковима у воду за жене у дисциплини торањ 10 метара на Светском првенству у скоковима у воду 2017. одржано је 18. јул (квалификације и полуфинале) и 19. јула (финале) 2017. године као део програма Светског првенства у воденим спортовима. Такмичења су се одржала у базену Дунав арене у Будимпешти (Мађарска).
Учестовало је укупно 37 такмичарки из 23 земаља. Нови светски првак постала је Малежанка Џанг Ђуен Хунг који је тријумфовала са 397,50 бодова, односно са свега 1,5 бодова предности у односу на сребрну Кинескињу Си Јађе. Бронзану медаљу освојила је још једна Кинескиња и актуелна олимпијска победница из Рија Жен Ћен.

## Освајачи медаља
|                      | Резултат |               | Резултат |               | Резултат |
|                      |          |               |          |               |          |
| Џанг Ђуен Хунг (МЛЗ) | 397,50   | Си Јађе (КИН) | 396,00   | Жен Ћен (КИН) | 391,95   |

## Учесници по земљама
На такмичењу је учестовало укупно 37 такмичарки из 23 земаље. Свака од земаља имала је право да учествује са максимално 2 такмичара у овој дисциплини.
- Аустралија (2)
- Бразил (2)
- Велика Британија (2)
- Венецуела (1)
- Египат (1)
- Јапан (2)
- Јужна Африка (1)
- Јужна Кореја (2)
- Канада (2)
- Кина (2)
- Колумбија (1)
- Куба (1)
- Мађарска (1)
- Малезија (2)
- Мексико (2)
- Немачка (2)
- Русија (2)
- Северна Кореја (2)
- Сингапур (1)
- Сједињене Државе (2)
- Украјина (2)
- Француска (1)
- Холандија (1)

## Резултати
Квалификације у којима је учестовало 37 такмичарки одржале су се 18. јула у јутарњем делу програма (од 10:00 часова), а пласман у полуфинале остварило је 18 најбоље пласираних такмичарки. Полуфинала су одржана истог дана у поподневном делу програма (од 15:30 часова), а пласман у финале остварило је 12 најбоље пласираних такмичарки. Финале је одржано 19. јула са почетком од 18:30 часова.
| ПЛ. | Такмичарка          | Репрезентација   | Квалификације | Квалификације | Полуфинале        | Полуфинале        | Финале            | Финале            |
| ПЛ. | Такмичарка          | Репрезентација   | Поена         | Плас.         | Поена             | Плас.             | Поена             | Плас.             |
| --- | ------------------- | ---------------- | ------------- | ------------- | ----------------- | ----------------- | ----------------- | ----------------- |
|     | Џанг Ђуен Хунг      | Малезија         | 316,70        | 9.            | 325,50            | 7.                | 397,50            | 1.                |
| 2   | Си Јађе             | Кина             | 359,25        | 3.            | 382,80            | 1.                | 396,00            | 2.                |
| 3   | Жен Ћен             | Кина             | 376,65        | 1.            | 367,50            | 2.                | 391,95            | 3.                |
| 04. | Ким Мире            | Северна Кореја   | 335,25        | 6.            | 346,00            | 5.                | 385,55            | 4.                |
| 05. | Мелиса Ву           | Аустралија       | 360,30        | 2.            | 318,70            | 11.               | 370,20            | 5.                |
| 06. | Ким Кукхјанг        | Северна Кореја   | 351,20        | 4.            | 360,85            | 3.                | 360,00            | 6.                |
| 07. | Минами Итахаши      | Јапан            | 304,00        | 15.           | 313,70            | 12.               | 357,85            | 7.                |
| 08. | Меган Бенфето       | Канада           | 339,75        | 5.            | 355,15            | 4.                | 331,40            | 8.                |
| 09. | Панделела Ринонг    | Малезија         | 306,00        | 13.           | 322,75            | 8.                | 322,40            | 9.                |
| 10. | Оливија Шаманди     | Канада           | 299,10        | 17.           | 320,55            | 10.               | 307,15            | 10.               |
| 11. | Џесика Парато       | Сједињене Државе | 306,85        | 12.           | 322,75            | 8.                | 302,35            | 11.               |
| 12. | Каролина Муриљо     | Колумбија        | 321,55        | 7.            | 325,75            | 6.                | 283,35            | 12.               |
| 13. | Марија Курјо        | Немачка          | 304,50        | 14.           | 306,30            | 13.               | Нису се пласирале | Нису се пласирале |
| 14. | Кристина Вазен      | Немачка          | 303,25        | 16.           | 299,40            | 14.               | Нису се пласирале | Нису се пласирале |
| 15. | Габријела Агундез   | Мексико          | 310,95        | 11.           | 297,35            | 15.               | Нису се пласирале | Нису се пласирале |
| 16. | Робин Бирч          | Велика Британија | 311,60        | 10.           | 294,00            | 16.               | Нису се пласирале | Нису се пласирале |
| 17. | Чо Еунби            | Јужна Кореја     | 297,95        | 18.           | 292,10            | 17.               | Нису се пласирале | Нису се пласирале |
| 18. | Танека Ковченко     | Аустралија       | 318,50        | 8.            | 282,45            | 18.               | Нису се пласирале | Нису се пласирале |
| 19. | Лаура Марино        | Француска        | 291,90        | 19.           | Нису се пласирали | Нису се пласирали | Нису се пласирали | Нису се пласирали |
| 20. | Ана Чујнишена       | Русија           | 287,05        | 20.           | Нису се пласирали | Нису се пласирали | Нису се пласирали | Нису се пласирали |
| 21. | Келине ван Дојн     | Холандија        | 285,10        | 21.           | Нису се пласирали | Нису се пласирали | Нису се пласирали | Нису се пласирали |
| 22. | Јулија Тимошињина   | Русија           | 281,75        | 22.           | Нису се пласирали | Нису се пласирали | Нису се пласирали | Нису се пласирали |
| 23. | Луиз Тулсон         | Велика Британија | 278,60        | 23.           | Нису се пласирали | Нису се пласирали | Нису се пласирали | Нису се пласирали |
| 24. | Нана Сасаки         | Јапан            | 274,80        | 24.           | Нису се пласирали | Нису се пласирали | Нису се пласирали | Нису се пласирали |
| 25. | Тути Гарсија        | Куба             | 272,60        | 25.           | Нису се пласирали | Нису се пласирали | Нису се пласирали | Нису се пласирали |
| 26. | Софија Лискун       | Украјина         | 270,45        | 26.           | Нису се пласирали | Нису се пласирали | Нису се пласирали | Нису се пласирали |
| 27. | Дилејни Шнел        | Сједињене Државе | 268,05        | 27.           | Нису се пласирали | Нису се пласирали | Нису се пласирали | Нису се пласирали |
| 28. | Виле Кормош         | Мађарска         | 265,15        | 28.           | Нису се пласирали | Нису се пласирали | Нису се пласирали | Нису се пласирали |
| 29. | Жована Педросо      | Бразил           | 258,40        | 29.           | Нису се пласирали | Нису се пласирали | Нису се пласирали | Нису се пласирали |
| 30. | Хана Красношљик     | Украјина         | 253,50        | 30.           | Нису се пласирали | Нису се пласирали | Нису се пласирали | Нису се пласирали |
| 31. | Марија Бетанкур     | Венецуела        | 247,85        | 31.           | Нису се пласирали | Нису се пласирали | Нису се пласирали | Нису се пласирали |
| 32. | Монтсерат Гутијерез | Мексико          | 247,05        | 32.           | Нису се пласирали | Нису се пласирали | Нису се пласирали | Нису се пласирали |
| 33. | Ким Суђи            | Јужна Кореја     | 242,10        | 33.           | Нису се пласирали | Нису се пласирали | Нису се пласирали | Нису се пласирали |
| 34. | Лим Шенјен Фрида    | Сингапур         | 237,10        | 34.           | Нису се пласирали | Нису се пласирали | Нису се пласирали | Нису се пласирали |
| 35. | Џејми Гандрај       | Јужна Африка     | 230,60        | 35.           | Нису се пласирали | Нису се пласирали | Нису се пласирали | Нису се пласирали |
| 36. | Маха Абделсалам     | Египат           | 229,30        | 36.           | Нису се пласирали | Нису се пласирали | Нису се пласирали | Нису се пласирали |
| 37. | Ингрид Оливеира     | Бразил           | 228,00        | 37.           | Нису се пласирали | Нису се пласирали | Нису се пласирали | Нису се пласирали |